# Jørgen Skafte Rasmussen
Jørgen Skafte Rasmussen (Nakskov, Dinamarca, 30 de julho de 1878 – Copenhague, 12 de agosto de 1964) foi um engenheiro e empresário dinamarquês que passou a maior parte de sua vida na Alemanha (Reich Alemão).
Rasmussen estabeleceu a fábrica de motocicletas DKW Zschopauer Motorenwerke em 1921 e mais tarde a fábrica de automóveis Framo. Rasmussen adquiriu participação majoritária na Audi em 1928, que quatro anos mais tarde tornou-se a Auto Union, com a fusão da Zschopauer Motorenwerke, Audi e outras.